# Montós
Montós es una aldea situada en la parroquia de Orbán, del municipio español de Villamarín, en la provincia de Orense, Galicia.

## Demografía
| Gráfica de evolución demográfica de Montós entre 2000 y 2023 |
|                                                              |
| Datos según el nomenclátor publicado por el INE.             |